# 신사의 품격
《신사의 품격》은 2012년 5월 26일부터 2012년 8월 12일까지 방영된 SBS 주말 특별기획 드라마다.

## 줄거리
사랑과 이별, 성공과 좌절을 경험하고 세상 어떤 일에도 미혹되지 않는 불혹을 넘긴 꽃중년 남자 4명이 펼치는 판타지 로코 드라마

## 등장 인물

### 주요 인물
- 장동건 : 김도진(41세) 역 - '화담' 건축사무소 공동대표
- 김하늘 : 서이수(36세) 역 - 고등학교 윤리교사, 사회인 야구단 '블루캣'의 심판, 메아리의 옛 스승
- 김수로 : 임태산(41세) 역 - '화담' 건축사무소 공동대표, 메아리의 오빠
- 김민종 : 최윤(41세) 역 - 법률사무소 '명률'의 변호사
- 이종혁 : 이정록(41세) 역 - 카페 사장, 민숙의 남편
- 윤세아 : 홍세라(36세) 역 - 골프선수, 이수의 친구
- 김정난 : 박민숙(44세) 역 - 정록의 부인
- 윤진이 : 임메아리(24세) 역 - 태산의 여동생, 이수의 옛 제자
- 이종현 : 콜린(19세) 역 - 도진과 은희의 아들

### 그 외 인물
- 김우빈 : 김동협 역 - 고등학생, 이수의 제자
- 윤주만 : 최조장 역 - '화담' 건축사무소 팀장
- 김건 : '화담' 건축사무소 직원 역
- 조현규 : '화담' 건축사무소 직원 역
- 이준희 : '화담' 건축사무소 신 본부장 역
- 민재식 : 재식 역 - 정록의 카페 직원
- 이승택 : 정록의 Bar 사장 역
- 박아인 : 강 변호사 역 - 최윤의 후배 변호사
- 남현주 : 박현주 역 - 이수의 학교 동료 선생님, 과학교사
- 한은선 : 영란 역 - '화담' 건축사무소 여직원
- 김창성 : 성현 역 - 동협의 친구
- 황병효 : 동협의 친구 역
- 강평강
- 장수연
- 이건
- 이가윤
- 사희 : 김도진 유혹녀 역
- 기은세 : 도진의 데이트녀 역
- 양윤영 : 제약회사 상무의 부인 역
- 김선화 : 송 회장 역 - 클라이언트, 김 일병의 어머니
- 조재윤 : 형사 역
- 남지연 : 도진이 건넨 손수건을 받으려는 여자 역
- 신영진 : 제약회사의 상무 장례식에 아이를 데리고 온 여자 역
- 김휘수 : 제약회사의 상무 장례식에 온 아이 역
- 강민정 : 장갑 판매 직원 역
- 안현희 : 정록의 카페에 알바 면접 보러온 여자 역
- 이용진
- 김현정
- 박수빈
- 천예원
- 신우철 : 세라의 대학동창 역
- 이지훈 : 김법래 역 - 세라의 친구
- 안수호 : 공사장 인부 역
- 이가령 : 술집 여자 역
- 신혜정 : 나종석의 딸 역
- ? : 목사 역
- ? : 백혜주 역 - 정록과 헤어지고 회계사와 결혼한 여자
- 주동희 : 호텔 주차요원 역
- 최성조 : 헬스트레이너 역
- 이영실 : 클라이언트 역
- 김윤서 : 김은지 역 - 도진과 하룻밤 보낸 여자
- 손아연
- 정서우
- 정유찬 : 이수의 맞선남 역 - 세라의 선배
- 이승주
- 김양희
- 장지혜 : 가전제품 판매직원 역
- 손종학 : 세라가 미팅한 캐디 역
- 김성훈 : 자동차 정비소 직원 역
- 이용이 : 이미경 역 - 최윤의 장모
- 최보원
- 박수환
- 조은상
- 손영선
- ? : 골프장 대표 역
- ? : 민숙의 비서 역
- 조덕제 : 박경득 역
- ? : 박경득의 비서 역 - 부암동 갤러리 클라이언트
- ? : 택배기사 역
- 정수인 : 신발 매장 직원 역
- 김재영 : 이수와 메아리가 클럽에서 만난 남자 역
- 강철성 : 대리기사 역
- 박성균 : 세라를 취재하는 기자 역
- 육미라 : 술집 사장 역
- 김연수 : 남미성 역 - 민숙의 갤러리에 작품 전시하는 작가
- 장가현 : 민숙의 친구 역
- 김광인 : 의사 역 - 도진의 주치의
- 정영금 : 세탁 맡긴 이수의 드레스를 가져다주는 여자 역
- ? : 세라의 광고촬영 사진 작가 역
- 한영광 : 광고주 역
- 남지연 : 최윤의 생일파티에 참석한 여자 역
- 이미도 : 도진,태산,최윤,정록의 소개팅녀 1 역
- 김지인 : 도진,태산,최윤,정록의 소개팅녀 2 역
- 봉은선 : 도진,태산,최윤,정록의 소개팅녀 3 역
- ? : 부부동반 모임에 참석한 민숙의 친구 역
- 이관영 : 부부동반 모임에 참석한 민숙의 친구 남편 역
- ? : 부부동반 모임에 참석한 민숙의 친구 역
- ? : 부부동반 모임에 참석한 민숙의 친구 남편 역
- ? : 부부동반 모임에 참석한 민숙의 친구 역
- ? : 부부동반 모임에 참석한 민숙의 친구 남편 역
- 서지연 : 골프 의류매장 직원 역
- 안재민 : 유성재 역 - 이수의 제자, 윤리시간에 수학문제 푸는 학생
- 서강준 : 스키니진 입은 남자 역
- 송민서 : 식당에서 정록과 의자가 부딪힌 여자 역
- 이진목 : 택시기사 역
- 미소윤 : 의류매장 직원 역
- 이가령 : 캠핑녀 역
- 김영삼 : 학교 근처 카페에서 이수가 연애하는걸 목격한 학생 1 역
- 이주원 : 학교 근처 카페에서 이수가 연애하는걸 목격한 학생 2 역
- 이도원 : 학교 근처 카페에서 이수가 연애하는걸 목격한 학생 3 역
- 황석정 : 동협이 알바하는 가게 사장 역
- 황은수 : 골프선수 역
- 김주아
- 양수진
- 예림
- 오아랑
- 이진호
- 한대연
- 박정민
- 김영삼
- 이주원
- 이도원
- 최소은
- 민준현 : 헬스장에서 운동하는 남자 역
- 박승찬
- 장기용
- 옐로우초코렛
- ? : 안과의사 역
- ? : 클라이언트 역
- 이정성 : 이수의 어머니가 키운 아들 1 역
- 조재호 : 이수의 어머니가 키운 아들 2 역
- ? : 실연당해서 머리 자르는 여자 역
- ? : 화담 건축사무소 경비원 역
- 최인숙 : 유성재의 어머니 역
- 조현진 : 스튜어디스 역
- 박규점 : 클라이언트 역
- 장준유 : 태산의 맞선녀 역
- 현영임 : 이수를 뒷담화를 하는 동료 교사 역
- 고유미 : 카페 알바생 역
- ? : 이정아 역 - 최윤의 전 부인
- 박성민 : 학교 앞에서 풍선 들고 있는 학생 1 역
- 박규도 : 학교 앞에서 풍선 들고 있는 학생 2 역
- 홍재성 : 호텔 직원 역
- 유겸 : 교통사고 낸 남자 역
- 공재원 : 공인중개사 역
- 송경화 : 도진이 식사 대접한 이수의 동료 교사 역
- 홍혜령 : 엘리베이터 안에서 수다 떠는 여자 역
- 정현석 : 햄버거 가게 점장 역
- 홍승범 : 민숙의 비서 역
- 여운복 : 유성재를 폭행한 학생의 아버지 역
- 최익준 : 형사 역
- 한동환 : 이수가 전에 만났던 사람과 헷갈린 남자 역
- 맹찬재 : 클럽의 사장 역
- 하수호 : 클럽의 가드 역
- 유일한 : 클럽의 웨이터 역
- 박팔영 : 강 회장 역 - 제주도에 타운하우스 지으려는 남자
- 이석구 : 태산과 메아리의 아버지 역
- 손희순 : 태산과 메아리의 어머니 역
- 조세희
- 김득겸
- 박시헌
- 이윤상
- 박승찬
- 박상용
- 김성연
- 서승원
- 이민지

### 특별출연
- 안혜경 : 이혼상담녀 역 (2,10회)
- 김광규 : 4인방의 고등학교 시절 담임선생님 역 (4회)
- 최수영 : 소녀시대 수영 역 (5회)
- 박주미 : 김은희 역 - 4인방의 첫사랑, 콜린의 어머니 (8,10~11회,14~15회)
- 김동균 : 나종석 역 - 4인방의 친구 (11회)
- 정용화 : 정용화 역 - 이수의 옛 제자 (13회)
- 주니엘 : 길거리 아티스트 역 (13회)
- 김성오 : 김 일병 역 - 4인방의 예비군때 조교를 맡은 남자, 송 회장의 아들 (15회)
- 차화연 : 이수의 어머니 역 (16,19회)
- 배지현 : 야구 전문 아나운서 역 (20회)

## 제작진
- 기획 : 강신효
- 제작 : 윤하림,  최관용
- 극본 : 김은숙
- 연출 : 신우철  권혁찬
- CP : 강신효
- 촬영 : 황민식
- 조명 : 박만창
- 의상 : 김희은
- 분장 : 서분경 구유화
- 편집 : 박숭희 신승아

## 시청률
최저 시청률과 최고 시청률은 시청률 조사회사와 지역별로 시청률에 차이가 있을 수 있습니다.
| 2012년      | 2012년      | 2012년         | 2012년       | 2012년         | 2012년       |
| 회차        | 방송일      | TNmS 시청률    | TNmS 시청률  | AGB 시청률     | AGB 시청률   |
| 회차        | 방송일      | 대한민국(전국) | 서울(수도권) | 대한민국(전국) | 서울(수도권) |
| ----------- | ----------- | -------------- | ------------ | -------------- | ------------ |
| 제1회       | 5월 26일    | 13.7%          | 15.9%        | 14.1%          | 16.0%        |
| 제2회       | 5월 27일    | 12.1%          | 15.2%        | 12.8%          | 14.6%        |
| 제3회       | 6월 2일     | 14.0%          | 15.6%        | 14.9%          | 16.7%        |
| 제4회       | 6월 3일     | 14.8%          | 19.0%        | 14.8%          | 16.5%        |
| 제5회       | 6월 9일     | 17.4%          | 20.5%        | 15.9%          | 17.0%        |
| 제6회       | 6월 10일    | 16.5%          | 20.3%        | 16.8%          | 19.4%        |
| 제7회       | 6월 16일    | 18.7%          | 22.6%        | 17.1%          | 18.6%        |
| 제8회       | 6월 17일    | 18.4%          | 22.3%        | 16.6%          | 18.6%        |
| 제9회       | 6월 23일    | 19.7%          | 22.9%        | 18.6%          | 20.2%        |
| 제10회      | 6월 24일    | 19.8%          | 22.0%        | 20.3%          | 21.9%        |
| 제11회      | 6월 30일    | 23.1%          | 26.0%        | 22.0%          | 23.0%        |
| 제12회      | 7월 1일     | 23.1%          | 26.3%        | 20.3%          | 21.7%        |
| 제13회      | 7월 7일     | 21.9%          | 26.0%        | 22.0%          | 23.4%        |
| 제14회      | 7월 8일     | 22.8%          | 26.7%        | 21.6%          | 22.3%        |
| 제15회      | 7월 14일    | 26.0%          | 30.1%        | 23.5%          | 24.8%        |
| 제16회      | 7월 15일    | 26.0%          | 29.6%        | 23.7%          | 25.3%        |
| 제17회      | 7월 21일    | 26.7%          | 30.5%        | 24.4%          | 26.1%        |
| 제18회      | 7월 22일    | 21.8%          | 25.3%        | 24.4%          | 26.0%        |
| 제19회      | 8월 11일    | 18.2%          | 20.4%        | 18.1%          | 19.3%        |
| 제20회      | 8월 12일    | 24.9%          | 28.8%        | 23.5%          | 25.3%        |
| 평균 시청률 | 평균 시청률 | 20.0%          | 23.3%        | 19.3%          | 20.8%        |
| 스페셜      |             |                |              |                |              |
|             | 8월 15일    | 6.4%           | 7.5%         | 5.7%           | 6.8%         |

## 사운드 트랙

### Part.1
| #  | 제목                   | 재생 시간 |
| -- | ---------------------- | --------- |
| 1. | 〈High High〉 (김태우) | 3:13      |

### Part.2
| #  | 제목                      | 재생 시간 |
| -- | ------------------------- | --------- |
| 1. | 〈아름다운 말〉 (전근화)  | 4:27      |
| 2. | 〈널 보면 말이야〉 (견우) | 3:28      |
| 3. | 〈Everyday〉 (박은우)     | 3:59      |

### Part.3
| #  | 제목                                                          | 재생 시간 |
| -- | ------------------------------------------------------------- | --------- |
| 1. | 〈가슴이 시린 게〉 (이현)                                     | 4:34      |
| 2. | 〈You Are Everywhere〉 (빅 베이비 드라이버 (Big Bady Driver)) | 3:14      |
| 3. | 〈Spring I Love You〉 (빅 베이비 드라이버 (Big Bady Driver))  | 2:27      |

### Part.4
| #  | 제목                         | 재생 시간 |
| -- | ---------------------------- | --------- |
| 1. | 〈사랑...어떡하나요〉 (양파) | 4:30      |

### 신사의 품격 OST 1
| #   | 제목                                                          | 재생 시간 |
| --- | ------------------------------------------------------------- | --------- |
| 1.  | 〈가슴이 시린 게〉 (이현)                                     | 4:34      |
| 2.  | 〈High High〉 (김태우)                                        | 3:13      |
| 3.  | 〈사랑...어떡하나요〉 (양파)                                  | 4:30      |
| 4.  | 〈아름다운 말〉 (전근화)                                      | 4:27      |
| 5.  | 〈널 보면 말이야〉 (견우)                                     | 3:28      |
| 6.  | 〈Everyday〉 (박은우)                                         | 3:59      |
| 7.  | 〈You Are Everywhere〉 (빅 베이비 드라이버 (Big Bady Driver)) | 3:14      |
| 8.  | 〈Spring I Love You〉 (빅 베이비 드라이버 (Big Bady Driver))  | 2:27      |
| 9.  | 〈High High (Bossa Nova Story)〉 (Various Artists)            | 2:36      |
| 10. | 〈가슴이 시린 게 (Piano Ver.)〉 (Various Artists)             | 1:55      |
| 11. | 〈사랑...어떡하나요 (Inst.)〉 (Various Artists)               | 4:30      |
| 12. | 〈O.S.Love〉 (Various Artists)                                | 2:38      |
| 13. | 〈You Are Everywhere (Guitar Story)〉 (Various Artists)       | 2:48      |
| 14. | 〈Everyday (Comic Story)〉 (Various Artists)                  | 2:23      |
| 15. | 〈Smile (Feat. Jay Kim)〉 (Various Artists)                   | 3:00      |

### Part.5
| #  | 제목                   | 재생 시간 |
| -- | ---------------------- | --------- |
| 1. | 〈내 사랑아〉 (이종현) | 3:46      |

### Part.6
| #  | 제목                   | 재생 시간 |
| -- | ---------------------- | --------- |
| 1. | 〈나보다 더〉 (장동건) | 4:31      |

### Part.7
| #  | 제목                                       | 재생 시간 |
| -- | ------------------------------------------ | --------- |
| 1. | 〈아름다운 아픔 (2012 New Ver.)〉 (김민종) | 4:02      |

### 신사의 품격 OST 2
| #   | 제목                                                          | 재생 시간 |
| --- | ------------------------------------------------------------- | --------- |
| 1.  | 〈나보다 더〉 (장동건)                                        | 4:31      |
| 2.  | 〈내 사랑아〉 (이종현)                                        | 3:46      |
| 3.  | 〈아름다운 아픔 (2012 New Ver.)〉 (김민종)                    | 4:02      |
| 4.  | 〈Your Sun Is Stupid〉 (빅 베이비 드라이버 (Big Bady Driver)) | 2:35      |
| 5.  | 〈나보다 더 (Inst.)〉 (Various Artists)                       | 4:31      |
| 6.  | 〈내 사랑아 (Inst.)〉 (Various Artists)                       | 3:46      |
| 7.  | 〈Fighting 있게〉 (Various Artists)                           | 1:44      |
| 8.  | 〈상상하는 걸로〉 (Various Artists)                           | 2:14      |
| 9.  | 〈공격형 엉덩이〉 (Various Artists)                           | 1:32      |
| 10. | 〈지울 수 없는 향기〉 (Various Artists)                       | 2:51      |
| 11. | 〈Happy Footstep〉 (Various Artists)                          | 1:47      |
| 12. | 〈Crazy Time〉 (Various Artists)                              | 1:25      |
| 13. | 〈너는 어디서나〉 (Various Artists)                           | 1:50      |
| 14. | 〈그 사람 그 사랑〉 (Various Artists)                         | 2:27      |
| 15. | 〈오늘부터 연인〉 (Various Artists)                           | 2:05      |

## 결방 사유 및 편성 변경
- 2012년 7월 28일 ~ 8월 5일 : 2012년 하계 올림픽 중계방송로 인해 결방[3][4][5]
- 2012년 8월 11일 : 밤 9시 30분으로 편성 변경
- 2012년 8월 12일 : 밤 10시 10분으로 편성 변경

## 수상
- 2012년 SBS 연기대상 10대스타상, 연속극 여자 최우수 연기상, 네티즌 최고 인기상 김하늘
- 2012년 SBS 연기대상 10대스타상, 연속극 남자 최우수 연기상 장동건
- 2012년 SBS 연기대상 연속극 우수연기상 김수로
- 2012년 SBS 연기대상 연속극 특별연기상, 베스트 커플상 김민종
- 2012년 SBS 연기대상 연속극 특별연기상 이종혁
- 2012년 SBS 연기대상 연속극 특별연기상 김정난
- 2012년 제1회 에이판 스타 어워즈 여자연기상 김정난
- 2012년 SBS 연기대상 베스트 커플상, 뉴스타상 윤진이
- 2012년 SBS 연기대상 뉴스타상 이종현
- 2012년 SBS 연기대상 공로상 김은숙
- 2012년 제1회 K-드라마 스타 어워즈 라이징스타상 윤진이
- 2012년 제6회 코리아드라마페스티벌 여자신인상 윤진이

## 참고 사항
- 장동건 자리에는 김명민, 차승원, 주진모 등이 거론된 바 있다.[6]
- 김하늘 자리에는 애초 이나영이 낙점되었으나 2012년 3월 방영예정이던 드라마가 촬영 및 제작 지연으로 인해 같은 해 6월로 늦춰지면서 고사했다.[6]
- 김민은 박민숙 역으로 낙점되었지만 출연 분량 등 이견으로 고사했다.[7]
- 해당드라마는 안후이 위성 텔레비전을 통해 다시 방송되었다.